# Dregen
Dregen, pseudonimo di Andreas Tyrone Svensson (Nässjö, 12 giugno 1973), è un chitarrista e cantante svedese, membro della glam punk band svedese Backyard Babies.
Viene inoltre ricordato per essere stato uno dei fondatori della rock and roll band svedese The Hellacopters insieme a Nicke Andersson.

## Carriera
Dregen è stato uno dei membri fondatori dei Backyard Babies nel 1987 e successivamente, nel 1994, uno dei membri fondatori della band The Hellacopters insieme all'allora batterista degli Entombed, Nicke Andersson. Nel 1996 decidere però di lasciare la band fondata appena due anni prima, dopo aver pubblicato con essa due album per concentrarsi pienamente sul progetto Backyard Babies. Dregen ha suonato inoltre la chitarra nel supergruppo Supershit 666 insieme a Ginger (The Wildhearts) alla voce e chitarra, Nicke Andersson (Hellacopters) alla batteria e al noto produttore svedese Thomas Skogsberg al basso. L'unico album della band, prodotto dalla Inferno Records, è un EP contenente 6 tracce pubblicato nel 1999. Non si sono mai esibiti dal vivo ed il disco è stato suonato e registrato in un tempo minimo. Sia Ginger che Dregen hanno ribadito più volte in interviste, che vorrebbero registrare nuovo materiale e magari partire in tour con i Supershit666, ma i loro continui impegni musicali e discografici non hanno ancora permesso la realizzazione di questo loro sogno. Dregen ha più volte suonato dal vivo con il cantautore svedese Lars Winnerbäck, con il quale ha inciso anche una cover dei Rolling Stones, "Dead Flowers", per un album tributo alla nota band inglese. Ha inoltre registrato un live album insieme a Tyla frontman dei Dogs D'Amour, intitolato "The Poet and the Dragon". Tra il 2004 e il 2007 ha suonato in altre band quali Midlife Crisis e Snowracer, e recentemente ha anche collaborato con l'artista rap svedese Timbuktu nella traccia "Tack för kaffet". Nel luglio 2011 entra ufficialmente a far parte del progetto solista di Michael Monroe (ex Hanoi Rocks).
Con i Michael Monroe Dregen si esibisce in svariati tour in Scandinavia e Gran Bretagna, partecipando attivamente alla composizione dell'ultimo disco della band "Horns And Halos" e lavorando, al contempo, al suo progetto solista.
"Horns and Halos" vede la luce ad agosto 2013 ed, il mese successivo, è la volta del primo disco solista del chitarrista svedese, intitolato semplicemente "Dregen".
Il disco, distribuito dalla Universal Records, anticipa un tour che coinvolge tutta Europa, affiancato dall'ultimo progetto di Nicke Andersson con i suoi Imperial State Electric.
Dregen è sposato con la cantante svedese Pernilla Andersson e vive a Runmarö nell'arcipelago di Stoccolma.
La coppia è riuscita dopo svariati tentativi seguiti e documentati dalla stampa svedese ad avere un figlio. Il primogenito, chiamato Sixten Riff Sinatra, è nato all'inizio del 2013.

## Strumentazione
Chitarre
- Gibson ES-335 – Goldtop finish, con pickup Gibson Classic '57.
- Gibson ES-335 – Cream white finish, con pickup Lundgren al ponte e Gibson Classic '57 al manico.
- Gibson ES-335 – Ebony finish, con pickup DiMarzio Super Distortion al ponte e Gibson Classic '57 al manico.
- Sundberg S-J2 – Modello acustico custom, con inserti in madreperla a forma di teschio sulla tastiera.

Effetti
- Jim Dunlop 95Q Cry Baby Wah Wah
- MXR MC-401 Boost/Line Driver
- Boss TU-2 Chromatic Tuner
- MXR M-101 Phase 90 - Th1rt3en or Nothing Tour
- MXR M-152 Micro Flanger - Th1rt3en or Nothing Tour
- MXR M-169 Carbon Copy - Th1rt3en or Nothing Tour
- Boss OC-2 Octave - Th1rt3en or Nothing Tour

Amplificatori
- Testate e casse 4x12" Fender Super Sonic – dal 2009.
- Testate Fender Bassman modificate da Tommy Folkesson e casse Marshall 4x12" – fino al 2009.
- Fender Prosonic – solo per sessioni di registrazione.

## Discografia

### Solista

#### Album in studio
- 2013 – Dregen (Universal)

#### Singoli
- 2013 – Just Like That (Universal)
- 2013 – Flat Tyre On A Muddy Road (Universal)